# Thorsten Schriever
Thorsten Schriever (* 7. März 1976 in Otterndorf) ist ein ehemaliger deutscher Fußballschiedsrichter.
Thorsten Schriever gehört dem TSV Otterndorf von 1862 an. Von 2000 bis 2002 war er erstmals DFB-Schiedsrichter; von 2003 bis 2016 pfiff er Spiele der 2. Bundesliga. Seine DFB-Schiedsrichterkarriere beendete er im Sommer 2016.
Hauptberuflich ist Schriever Verwaltungsfachangestellter und lebt in Dorum bei Cuxhaven.
Unfreiwillige Bekanntheit erlangte Schriever am 20. März 2004 beim Bundesligaspiel zwischen Borussia Dortmund und Eintracht Frankfurt, bei dem er als vierter Offizieller an der Seitenlinie eingesetzt war. Nach einem Platzverweis gegen seinen Spieler Henning Bürger verlor der Frankfurter Trainer Willi Reimann die Beherrschung und wurde gegenüber Schriever handgreiflich, der ihn daran hindern wollte, auf den Platz zu laufen. Als erster Trainer, dem eine solche Entgleisung im deutschen Profifußball passierte, erhielt Reimann später eine Sperre von fünf Spielen.